# المعدي (الشحر)
'

تعديل مصدري - تعديل

المعدي هي إحدى قرى عزلة الشحر بمديرية الشحر التابعة لمحافظة حضرموت، بلغ تعداد سكانها 552 نسمة حسب تعداد اليمن لعام 2004.